# Aser
Aserne (norrønt: áss el. ǫ́ss) (plur. æsir, femin. ásynja) var den dominerende gudeslægt i den nordiske mytologi. Gruppen omfatter flere af de fremtrædende figurer i de nordiske myter, bl.a. Odin, Thor, Frigg og Balder. Mange arkæologiske og litterære levn viser, at aserne blev dyrket over hele Norden indtil Vikingetiden, og i mange af de germanske lande indtil 8. århundrede e.v.t. Sammen med den anden gudeslægt, vanerne, styrede de kosmos i den nordiske verdensforståelse. Gudernes hjemverden blev kaldt Asgård.
I modsætning til ordet gud (oldnordisk goð), blev begrebet áss aldrig brugt indenfor kristen sprogbrug, og ordet overlevede kun i sekulære former, der bl.a. betød "stang, åg, eller bjergkæde ås".

## Aserne i mytologien
Aserne funktion i mytologien var at sørge for opretholdelsen af verdensordenen. Deres modstandere var jætterne, som de konstant lå i konflikt med. Aserne skal imidlertid ikke opfattes som de gode og jætterne som de onde. Aserne repræsenterede i stedet menneskets samfund og kulturen, der var involveret i en endeløs kamp mod naturen. Jætterne repræsenterede altså på deres side den utæmmede natur, hvilket betød, at aserne i mange tilfælde også behøvede jætternes hjælp. I det før-moderne nordiske samfund var man totalt afhængige af naturen, her fandt man de ressourcer, der var nødvendige for overlevelsen, men den bød også på utallige farer og destruktive kræfter. Den mytologiske kamp mellem aser og jætter var derfor et billede på menneskets kamp for overlevelse i en verden underlagt naturens luner.
De tre første aser var brødrene Odin, Vile og Ve. Deres navne refererer alle til en åndelig eller mental tilstand, Vile (vili) til bevidst vilje eller begær, Ve (vé) til hellig eller numenøs og Odin óðr til manisk eller ekstatisk. Sammen omskabte de jætten Ymir til den kendte verden. De var sønner af manden Borr, Buris søn, og jættekvinden Bestla. Ligesom Odins egne børn med jætter, regnes han ikke som jætte, selvom hans mor var det. I det nordiske samfund tilhørte man sin fars æt. Nogle af aserne omtales næsten ikke i de overleverede myter, det gælder fx Ull. Hans navn er imidlertid overleveret i mange stednavne, hvilket tyder på, at han i ældre tid har haft en mere fremtrædende position end kilderne viser. Selv for nogle af de mest kendte aser er deres ophav gådefuldt og uklart, det gælder bl.a. Heimdall. Og om Thor ved vi ikke meget andet end, at hans mor hed Fjørgyn, og hans far var Odin. Mens Tyr i nogle kilder omtales som Odins søn, er han i andre søn af jætten Hymer. Loke var af jætteslægt, men blev Odins fostbroder, og regnedes i myterne som medlem af asernes slægt.
I eddadigtene bruges ordet áss om guder i al almindelige, mens gudinder omtales som asynje, det gælder også guder, som ellers omtales som vaner. I digtet Skírnismál bliver Frej fx kaldt "asernes fyrste" (Ásabragr). I Yngre Edda introduceres Njord som "den tredje blandt aser", og Freja som den anden blandt asynjer efter Frigg.
I modsætninger til guder i andre kulturer blev aserne ikke opfattet som udødelige. De kunne holde sig unge ved hjælp af gudinden Iduns magiske æbler, men ved Ragnarok skulle de næsten alle dø. Kun gudernes børn ville overleve og regere over den næste verden sammen med Balder og Høder, som ville vende tilbage fra dødsriget.

## Aser og vaner
Vanerne var en anden gudeslægt. I urtiden udkæmpede de to slægter, en voldsom krig. Den endte med en fredsafslutning og udleveringen af gidsler. Siden har de to slægter levet i fred. Aserne sendte Mimer og Høner, mens vanerne sendte Njord, Frej og Freja. Selvom krigen endte uafgjort, fik vanerne alligevel en underordnet position i forhold til aserne. Vanerne var knyttet til frugtbarhed, rigdom og erotik, mens aserne hovedsageligt var knyttet til magt og kamp. Det betød imidlertid ikke, at aserne ikke blev associeret med frugtbarhed, ligesom vanerne ikke nødvendigvis var fredelige og pacifistiske.
Forholdet i myterne mellem de to grupper har ført til flere spekulationer i forskningen, om hvorvidt det afspejlede interaktionen mellem forskellige socialklasser i samfundet. Denne teori var en modifikation af en ældre, hvor de to gudeslægter blev tolket som repræsentanter for to forskellige folkeslags religion. Beretningen om krigen skulle således bygge på gamle erindringer om et krigerisk invaderende folkeslag, der dyrkede aserne som guder, der besejrede en mere fredelig nordisk urbefolkning, der dyrkede vanerne som guder. Dette synspunkt finder kun begrænset støtte i forskningen i dag.
Andre har fundet parallelle mytiske eller legendariske krige hos andre indoeuropæiske folkeslag, fx Livius' fortælling om krigen mellem romerne og sabinerne. Endelig har Mircea Eliade diskuteret, om dette er en yngre version af en ældgammel indoeuropæisk myte, der beskrev en ikke nødvendigvis historisk konflikt og efterfølgende integration mellem et panteon bestående af himmel-/kriger-/herskerguder og et panteon af jord-/økonomi-/frugtbarhedsguder.
Karakteristikken af aserne er de senere år blevet noget nuanceret. Lotte Motz har foretaget en systematisk studie af den samlede mytografiske materiale, og det viser sig, at billedet af aserne som blodtørstige krigsguder, der repræsentanter for styrke og magt i realiteten ikke kan støttes af kilderne. På samme måde som vanerne ikke nødvendigvis var blide fredsmagter. I stedet tyder hendes studie på, at aserne var knyttet til skabervirksomhed og frugtbarhed, mens vanerne udover frugtbarhed overraskende nok var knyttet til vikingetog, krigsførelse, kongemagt og materiel overflod.

## Etymologi
Ordet as stammer fra oldnordisk áss, der igen har den protogermanske rod *ansuz. Dette ord, mener sprogforskere har udviklet sig fra den protoindoeuropæiske form ansu-, og er beslægtet med det oldindiske asura og avestiske ahura, der begge er beslægtet med Indo-iranisk *ásura, med roden *n̥su-.

### Germanske rødder og beslægtede ord
Det tilsvarende ord i oldengelsk var ōs (plural. ês), som kun er bevaret som forled i personnavne og i den genitive flertalsform ēsa (ēsa gescot og ylfa gescot, jaculum divorum et geniorum "asers skud og alfers skud" (jf. "hekseskud").
I Grimms Deutsches Wörterbuch optræder ordet Ans (plural Ens) som et navneord, der oversættes med de latinske begreber tignum, jugum ("stav, åg"). Det forekommer i bayerske og tyrolske dialekter, hvor det betyder "tøndestave". Ifølge Grimm er dette ord beslægtet med det gotiske ord ans, som betyder "stråle" og oldnordisk ás i betydningen "stang, stråle, bjergkæde" (ås). Grimm mener derudover, at ordet etymologisk er identisk med oldnordisk áss i betydningen "gud". Han rekonstruerede den oldhøjtyske form *ans, plural. *anseis, *ensî. I sin oversættelse af Yngre Edda til amerikansk (1897) konstaterer Rasmus B. Anderson følgende: "I denne […] betydning, var guderne universets søjler, samt at betydningen "bjergkæde" kan sammenlignes med Strabos omtale af Aspargum i Kaukasus, som således måske kan oversættes med Asborg eller asernes borg). Jordanes omtaler goternes guder under navnet anses.
Grimm bemærker også den store lighed med det etruskiske navn for deres guder, æsares eller æsi, som bliver nævnt af både Sveton og Hesychius. Han noterer på den baggrund, at forestillingen om en gruppe på tolv overnaturlige væsner, tæt forbundne, var fremtrædende i etruskisk religion, i lighed med græsk og romersk. Han sammenlignede den med det romerske begreb fasces og dii consentes, som han mente atter kunne genfindes i udtrykket höpt, bönd og "bond" om aserne i Edda.

### Oldnordisk
På oldnordisk har áss i genitiv formen áss eller ásar og i akkusativ æsi eller ásu. I sammensætninger med genitiv bruges formen ása- (fx i Ása-Þórr da: "Asernes Thor") og ás- (fx i ás-brú da: "Gudernes bro" (Bifrost), ás-garðr, ás-kunnigr "gudernes slægtning"). Dette forekommer også i personnavne, fx Asger og Astrid. I femininum bruges formen ás-ynja (plural ásynjur). Femininendelsen -ynja kender kun fra et fåtal andre ord, som for eksempel apynja "simia" (hunabe), vargynja "lupa" (hunulv). Dette ord for "gudinde" kendes ikke fra de øvrige germanske sprog, men da endelsen -ynja er beslægtet med oldhøjtysk -inna (mod. Tysk -in), har man konstrueret den oldtyske form *ansinna og den protogermanske *ansunja.
Latiniseringen af det danske navn Aslak til Ansleicus tyder på at den nasale første stavelse stadig blev bibeholdt i 9. århundrede.

### Snorre Sturlasons liste over aser
I Gylfaginning (19.ff), skrevet af islændingen Snorre Sturlason i 13. århundrede findes en liste med tolv mandlige aser, som ikke inkluderer Odin, deres fyrste, og "bagvaskeren" Loke. Med hensyn til skellet mellem aser og vaner var Snorre ikke særligt konsekvent i sin liste over de vigtigste aser: Han mangler fx Kvaser og Høner, og medtager i stedet vanerne Njord og Frej. Snorre skriver desuden at aserne oprindeligt kom fra Troja i Lilleasien, og at Odin skulle have sat sine sønner til at regere over Danmark, Sverige og Norge.  Også i nyere tid har folk prøvet at læse Snorre bogstaveligt. Med Ynglingesagaen som udgangspunkt fremsatte Thor Heyerdahl en hypotese om, at Odin flygtede fra Azov ved det Sorte Hav med sit følge foran en fremadstormende romersk hær og slog sig ned i Norden i århundredet før Kristi fødsel. Ved hjælp af arkæologiske udgravninger i Azov i foråret 2001 ville Heyerdahl - ifølge med Islands præsident, Olafur Ragnar Grimsson - finde ud af, om der fandt en kulturændring sted, der tidsmæssigt faldt sammen med romernes sejr over det lokale kongedømme ved det Azovske Hav.

Da sagde Gangtræt: Hvilke er de Aser, som det er Menneskenes Pligt at tro paa? – Haar svarede: Der er 12 Aser af gudelig Herkomst. – Da sagde Jævnhøj: Asynjerne er ikke mindre hellige eller mindre formaaende. – Da sagde Tredje: Odin er den ypperste og ældste af Aserne; han styrer alt; og hvor mægtige de øvrige Guder end er, saa tjener de ham alle som Børn deres Fader; Frigg er hans Hustru, hun ved Menneskenes hele Skæbne, uagtet hun ikke giver sig af med at spaa, saaledes som Odin selv skal have udtalt det til den As, som hedder Loke ...
1. (20.) Thor overgår dem alle; han kaldes Asator og Agetor; han er stærkest af alle Guder og Mennesker. Hans Rige hedder Trudvange. …
2. (21.) En anden Søn af Odin er Balder; om ham er der kun godt at fortælle.
3. (22.) Den tredje As er den, som hedder Njord. …
4. (23.) Njord i Noatun fik siden to Børn, hvoraf det ene hed Frey, det andet Freyja. De var herlige af Udseende og mægtige. Frey er den mest udmærkede af Aserne. Han råder for Regn og Solens Skin og dermed for Jordens Grøde; ham er det heldigt at påkalde for god Aaring og Fred. Han råder også for Folks Rigdomsheld. Freja er den mest udmærkede blandt Asynjerne....
5. (24.) Der er endnu den As, der hedder Tyr. Han er djærvest og modigst og han afgør gærne Sejren i Kampen….
6. (25.) Brage hedder én. Han er berømt for Visdom, og navnlig for Veltalenhed og Ordkunst. Han forstår sig bedst på Skjaldskab, …
7. (26.) Heimdal hedder én. Han kaldes Hvide-As; han er mægtig og hellig; han er bragt til Verden af ni Møer, ...
8. (27.) Høder hedder en af Aserne. Han er blind og meget stærk, men Guderne vilde ønske, at man ikke behøvede at nævne ham, ti hans Hænders Gerning vil længe mindes blandt Guder og Mennesker. …
9. (28.) Vidar hedder en, den tavse As. Han besidder en tyk Sko. Han er den næste efter Thor i Styrke og til stor Hjælp for Guderne i alle Farer. …
10. (29.) Aale eller Vaale hedder en, han er en Søn af Odin og Rind. Han er djærv i Kampe og en heldig Skytte. …
11. (30.) Ull hedder en, en Søn af Siv og Thors Stedsøn. Han er en så god Bueskytte og så dygtig Skiløber, at ingen kan måle sig med ham. Han er smuk af Udseende og har en Krigers Væsen og Dygtighed; ham er det godt at påkalde i Tvekamp.
12. (31.) Forsete hedder Balders og Nanna Nepsdatters Søn. Han ejer den Sal på Himlen, der hedder Glitnir. Alle, der kommer til ham med vanskelige Tvistemaal, bliver forligte inden de tager bort igen. Det er den bedste Domstol hos Guder og Mennesker. …

(32.) Endnu regnes også den til Aserne, hvem nogle kalder deres Bagvasker og Falskhedens Fader og alle Guders og Menneskers Skændsel. Han hedder Loke eller Lopt […]Hans Hustru hedder Sigyn; deres Søn Nare eller Narve. …

Svarende til de fjorten ovennævnte aser nævnes efterfølgende navnene på fjorten asynjer. 

Da sagde Gangtræt: Hvilke er Asynjerne? – Haar svarer:
1. Frigg er den højeste. Hun ejer Gaarden Fensale, der er meget prægtig. …
2. Den anden er Saaga hun bor paa Søkkvabekk, og det er et stort Sted. …
3. Den tredje er Eir, hun er den bedste Læge. …
4. Den fjerde er Gevjun, hun er Mø, og hende tjener alle de, der dør som Møer. …
5. Den femte er Fulla, hun er ogsaa Mø og har udslagent Haar og Guldbaand om Hovedet; hun bærer Friggs Æske og har Opsyn med hendes Skotøj og er indviet i hendes Lønraad. …
6. Den sjette er Freyja, hun er den ypperste ved Siden af Frigg; hun ægtede en, som hed Ôd;
7. Den syvende er Sjøvn; hun giver meget Agt paa at vende Kvinders og Mænds Hu til Elskov, og af hendes Navn kaldes Elskovshu for "Sjavne". …
8. Den 8. er Lovn, hun er saa mild og god at paakalde, at hun hos Alfader eller Frigg opnaar Tilladelse til at Kvinde og Mand faar hinanden, selv om det i Forvejen er forbudt eller synes ganske forment. Af hendes Navn er dannet "Lov" [Tilladelse] og ligeledes, at hun bliver meget "lovet" [priset] af Mænd.
9. Den 9. er Vaar, hun hører paa Folks Eder og de Aftaler, som Mænd og Kvinder indgaar med hinanden; derfor hedder de Sager "Varar". Hun straffer dem, der sviger deres Ord.
10. Den 10. er Var, hun er vis og spørger gærne, saa at intet kan holdes skjult for hende. Det er en Talemaade, at en Kvinde bliver det "var", som hun faar at vide.

Den 11. er Syn, hun vogter Hallens Dør og lukker den for dem, som ikke maa træde ind, og hun er sat til Værn paa Tinge i de Sager, en vil modbevise og afkræfte. Derfor er det en Talemaade, at der bliver sat "Syn" for, naar én nægter.
1. Den 12. er Hlin, hun er sat til at beskytte dem, som Frigg vil skærme mod Fare. Deraf er den Talemaade, at den, som undgaar, "hleiner".
2. Den 13. er Snotra, hun er vis og høvisk, af hendes Navn kaldes den Mand eller Kvinde, som er høvisk-beskeden, for "snotr".
3. Den 14. er Gnaa; hende sender Frigg til forskellige Verdner for at udrette hendes Ærinder. Hun ejer en Hest, som kan løbe gennem Luft og over Hav; [...]

Sol og Bil regnes til Asynjerne, om dem er der før fortalt. […]Tors Moder, Jord, og Vaales Moder, Rind, regnes ogsaa til Asynjerne. …

## Stamtræ
|  | Aserne og vanernes stamtræ |       |       |         |         |        |        |   |   |        |         |         |         |      |      |         |         |      |      |      |      |       |       |         |         |         |         |         |       |       |         |         |         |        |  |       |       |   |       |       |  |
|  |                            |       |       |         |         |        |        |   |   |        |         |         |         |      |      |         |         |      |      |      |      |       |       |         |         |         |         |         |       |       |         |         |         |        |  |       |       |   |       |       |  |
|  |                            |       |       |         |         |        |        |   |   |        |         |         |         |      |      |         |         |      |      | Buri | Buri |       |       |         |         | Bøltorn | Bøltorn | Bøltorn |       |       |         |         |         |        |  |       |       |   |       |       |  |
|  |                            |       |       |         |         |        |        |   |   |        |         |         |         |      |      |         |         |      |      |      |      |       |       |         |         |         |         |         |       |       |         |         |         |        |  |       |       |   |       |       |  |
|  |                            |       |       |         |         |        |        |   |   |        |         |         |         |      |      |         |         |      |      |      |      |       |       |         |         |         |         |         |       |       |         |         |         |        |  |       |       |   |       |       |  |
|  |                            |       |       |         |         |        |        |   |   |        | Delling | Delling | Delling |      |      | Nat     | Nat     |      |      | Borr | Borr |       |       |         |         |         | Bestla  | Bestla  |       |       | Fjørgyn | Fjørgyn | Fjørgyn |        |  |       |       |   |       |       |  |
|  |                            |       |       |         |         |        |        |   |   |        |         |         | ∞       | ∞    | ∞    | ∞       |         |      |      |      | ∞    | ∞     | ∞     | ∞       | ∞       | ∞       | ∞       |         |       |       |         |         |         |        |  |       |       |   |       |       |  |
|  |                            |       |       |         |         |        |        |   |   |        |         |         |         |      |      |         |         |      |      |      |      |       |       |         |         |         |         |         |       |       |         |         |         |        |  |       |       |   |       |       |  |
|  |                            |       |       |         |         |        |        |   |   |        |         | Dag     | Dag     | 2.   | 2.   | Fjørgyn | Fjørgyn |      |      | Vile | Vile |       | Ve    | Ve      |         | Odin    | Odin    | Odin    | 1.    | 1.    | Frigg   | Frigg   |         |        |  |       |       |   | Ivald | Ivald |  |
|  |                            |       |       |         |         |        |        |   |   |        |         |         |         |      |      |         | ∞       |      |      |      |      |       |       |         |         |         |         |         |       |       |         |         |         |        |  |       |       |   |       |       |  |
|  |                            |       |       |         |         |        |        |   |   |        |         |         |         |      |      |         |         |      |      |      |      |       |       |         |         |         |         | ∞       |       |       |         |         |         |        |  |       |       |   |       |       |  |
|  |                            |       |       |         |         |        |        |   |   |        |         |         |         |      |      |         |         |      |      |      |      |       |       |         |         |         |         |         |       |       |         |         |         |        |  |       |       |   |       |       |  |
|  |                            |       |       |         |         |        |        |   |   | Tjasse | Tjasse  |         |         | Sif  | Sif  | Sif     |         |      | Thor | Thor |      | Nanna | Nanna |         |         | Baldr   | Baldr   |         | Høder | Høder |         | Hermod  | Hermod  | Hermod |  | Brage | Brage | ∞ | Idun  | Idun  |  |
|  |                            |       |       |         |         |        |        |   |   |        |         |         |         |      |      | ∞       | ∞       | ∞    | ∞    |      |      |       | ∞     | ∞       | ∞       | ∞       |         |         |       |       |         |         |         |        |  |       |       |   |       |       |  |
|  |                            |       |       |         |         |        |        |   |   |        |         |         |         |      |      |         |         |      |      |      |      |       |       |         |         |         |         |         |       |       |         |         |         |        |  |       |       |   |       |       |  |
|  |                            | Njord | Njord | Njord   |         | Njördr | Njördr |   |   | Skade  | Skade   | ∞       | ∞       | Ullr | Ullr |         | Trud    | Trud |      |      |      |       |       | Forsete | Forsete | Forsete |         |         |       |       |         |         |         |        |  |       |       |   |       |       |  |
|  |                            |       |       |         |         |        | ∞      |   |   |        |         |         |         |      |      |         |         |      |      |      |      |       |       |         |         |         |         |         |       |       |         |         |         |        |  |       |       |   |       |       |  |
|  |                            |       |       |         |         |        |        |   |   |        |         |         |         |      |      |         |         |      |      |      |      |       |       |         |         |         |         |         |       |       |         |         |         |        |  |       |       |   |       |       |  |
|  |                            | Gerd  | Gerd  |         |         | Frej   | Frej   | ∞ | ∞ | Freja  | Freja   | 4.      | 4.      | 4.   | 4.   | 4.      | 4.      | 4.   | 4.   | 4.   | 4.   | Grid  | Grid  |         |         | Odin    | Odin    | Odin    | 3.    | 3.    | Rind    | Rind    |         |        |  |       |       |   |       |       |  |
|  |                            |       | ∞     | ∞       | ∞       | ∞      |        |   |   |        |         |         |         |      |      |         |         |      |      |      |      |       | ∞     | ∞       | ∞       | ∞       |         | ∞       | ∞     | ∞     | ∞       |         |         |        |  |       |       |   |       |       |  |
|  |                            |       |       |         |         |        |        |   |   |        |         |         |         |      |      |         |         |      |      |      |      |       |       |         |         |         |         |         |       |       |         |         |         |        |  |       |       |   |       |       |  |
|  |                            |       |       | Fjolner | Fjolner |        |        |   |   |        |         |         |         |      |      |         |         |      |      |      |      |       |       | Vidar   | Vidar   |         |         |         | Vale  | Vale  |         |         |         |        |  |       |       |   |       |       |  |
|  |                            |       |       |         |         |        |        |   |   |        |         |         |         |      |      |         |         |      |      |      |      |       |       |         |         |         |         |         |       |       |         |         |         |        |  |       |       |   |       |       |  |